# ایپواچو
ایپواچو (به پرتغالی: Ipuaçu) یک منطقهٔ مسکونی در برزیل است که در سانتا کاتارینا واقع شده‌است. ایپواچو ۷٬۵۷۹ نفر جمعیت دارد.